# Burgruine Puchberg

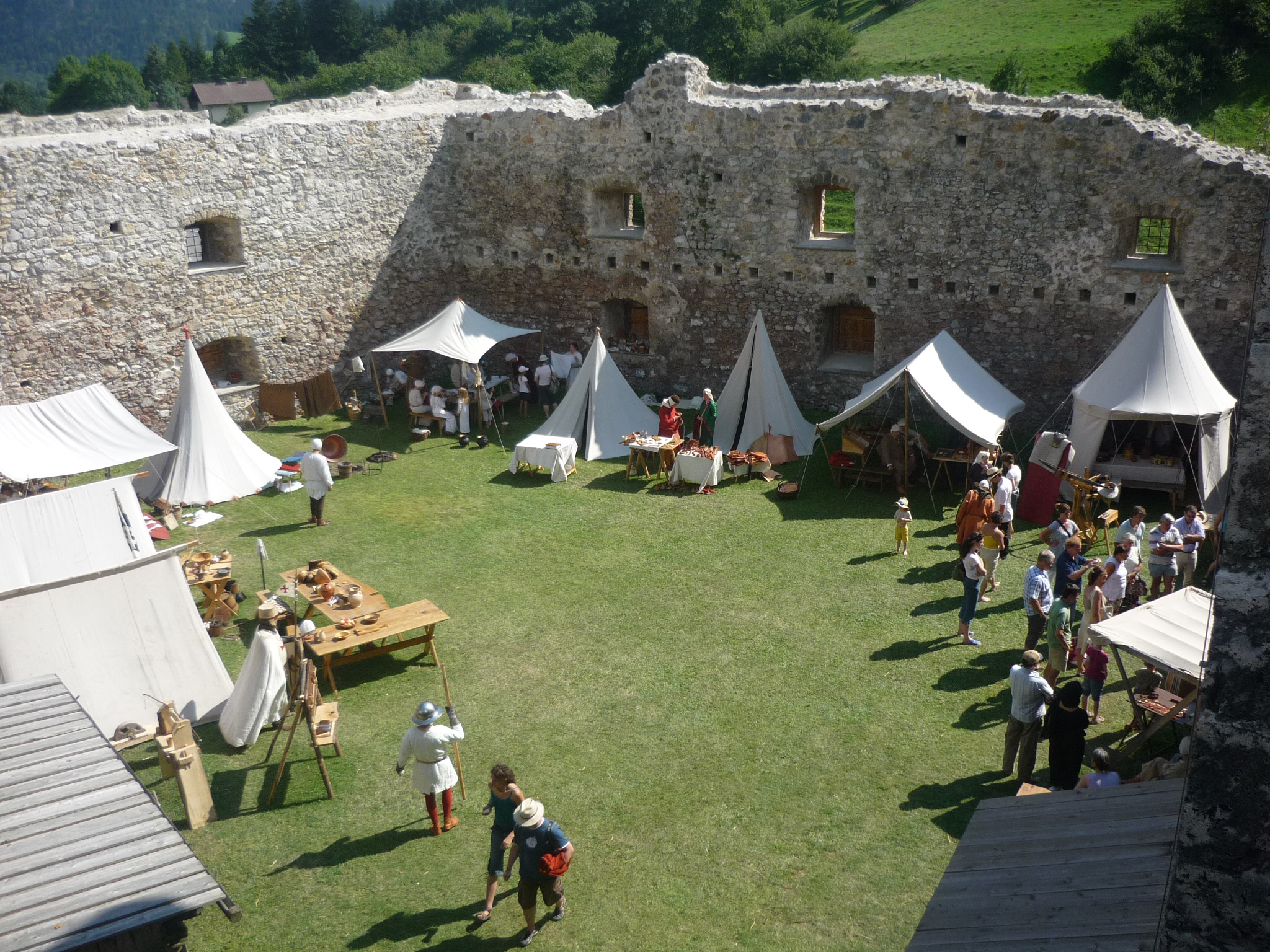
Impression im Rahmen der Veranstaltung „Erlebnis Mittelalter“

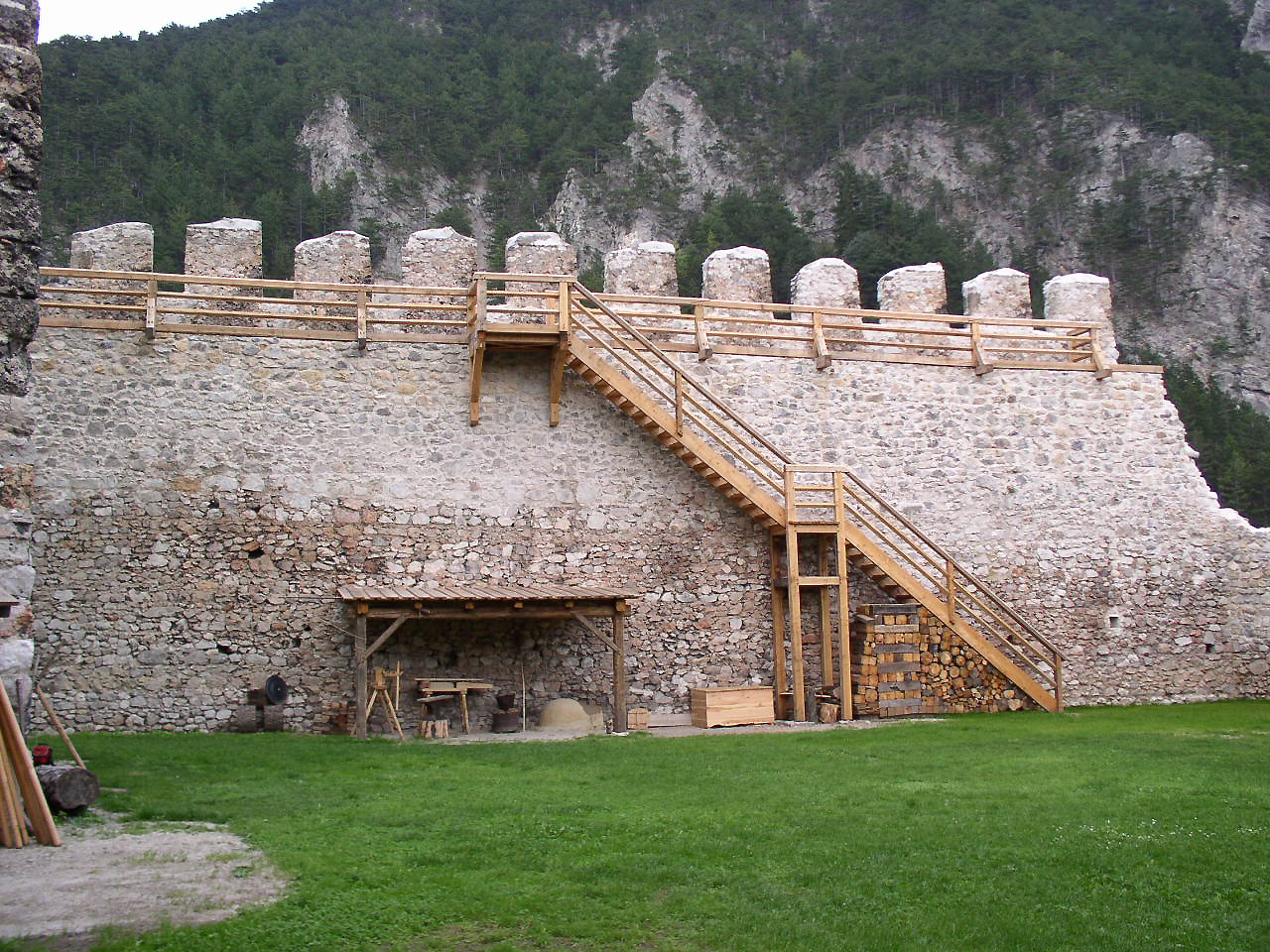
Wehrgang an der Nordseite

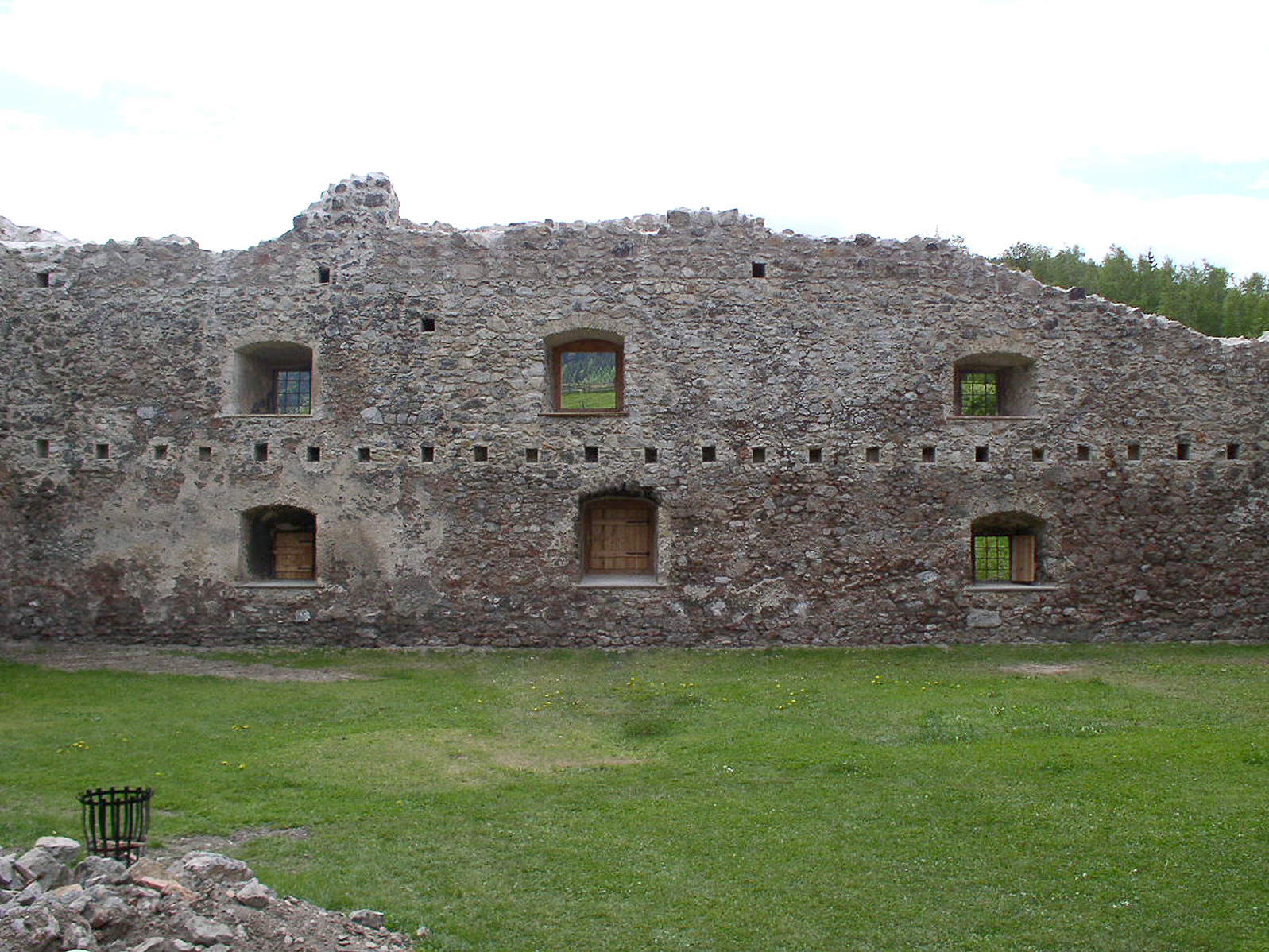
Fenster und Balkenlöcher an der Südseite

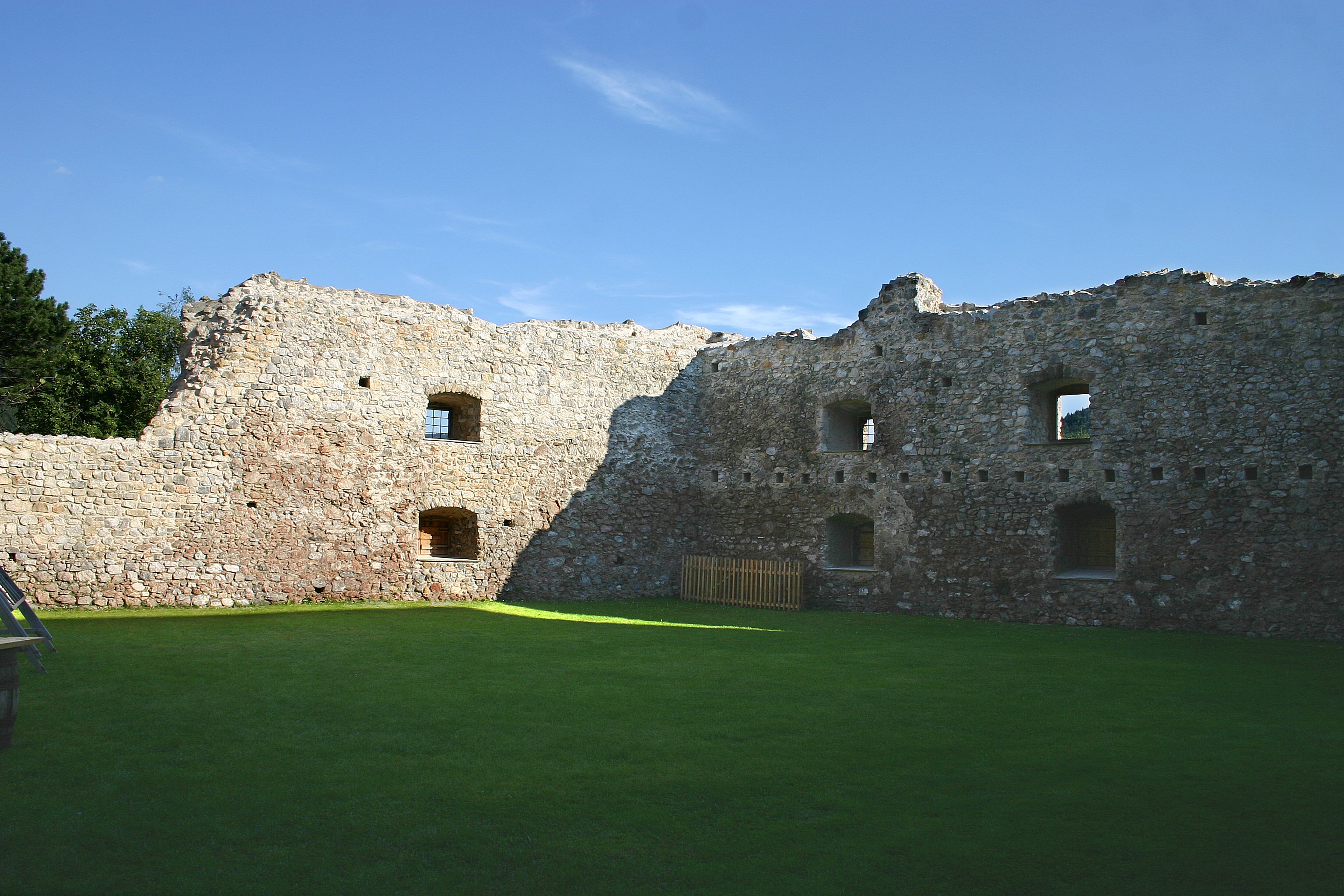
Burgmauer nach Südosten

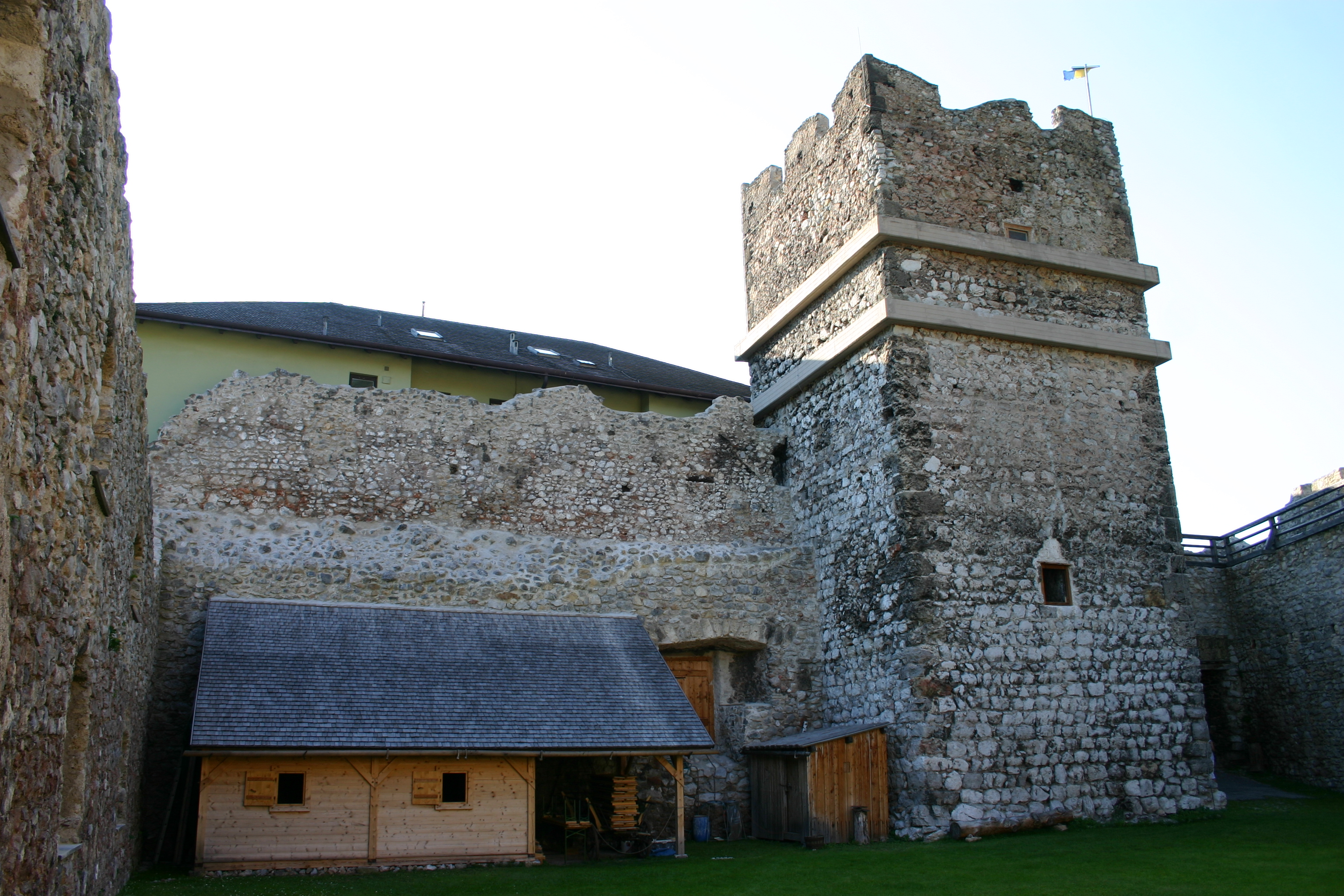
Ständerbau und Bergfried

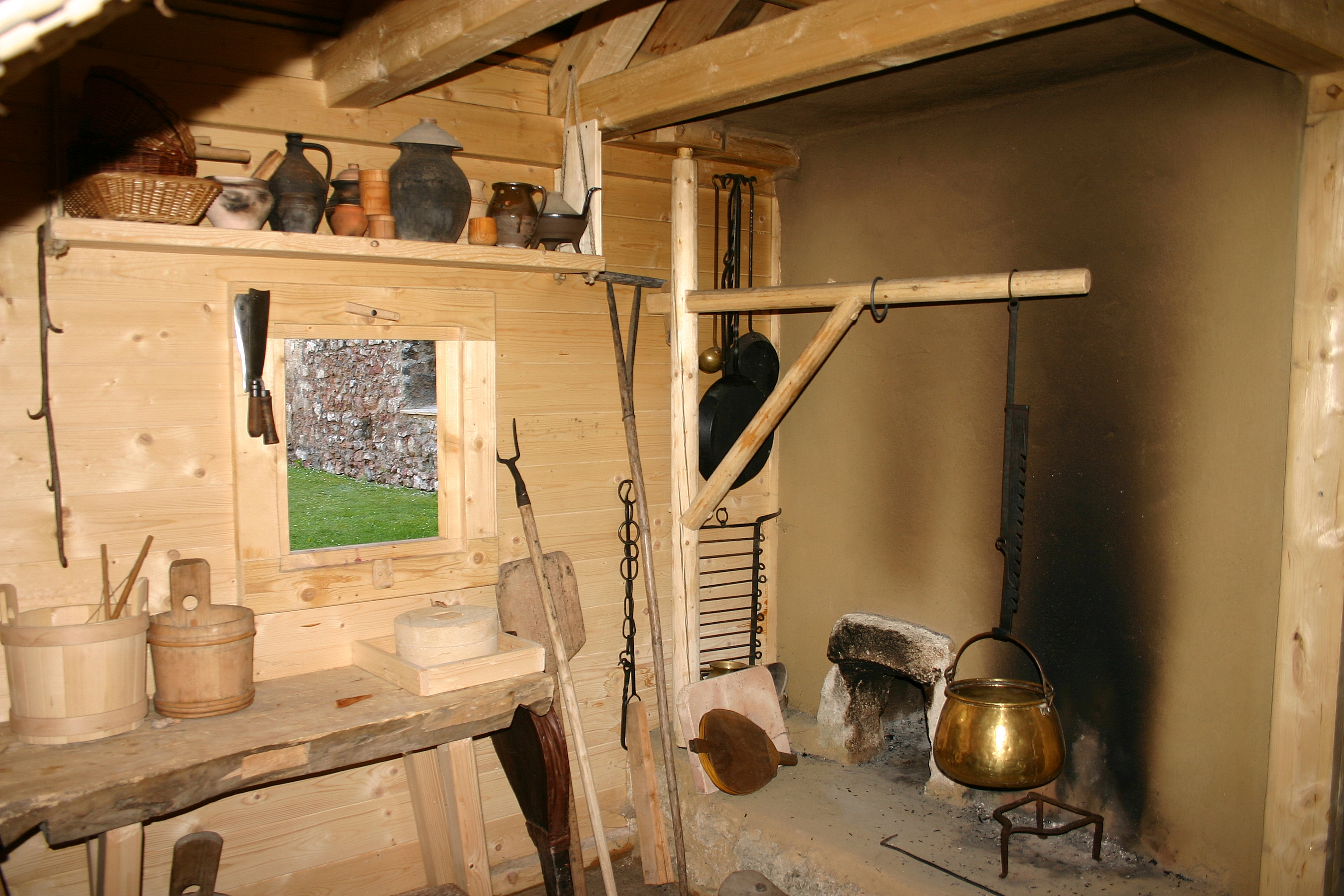
Mittelalterliche Küche in der Burgruine

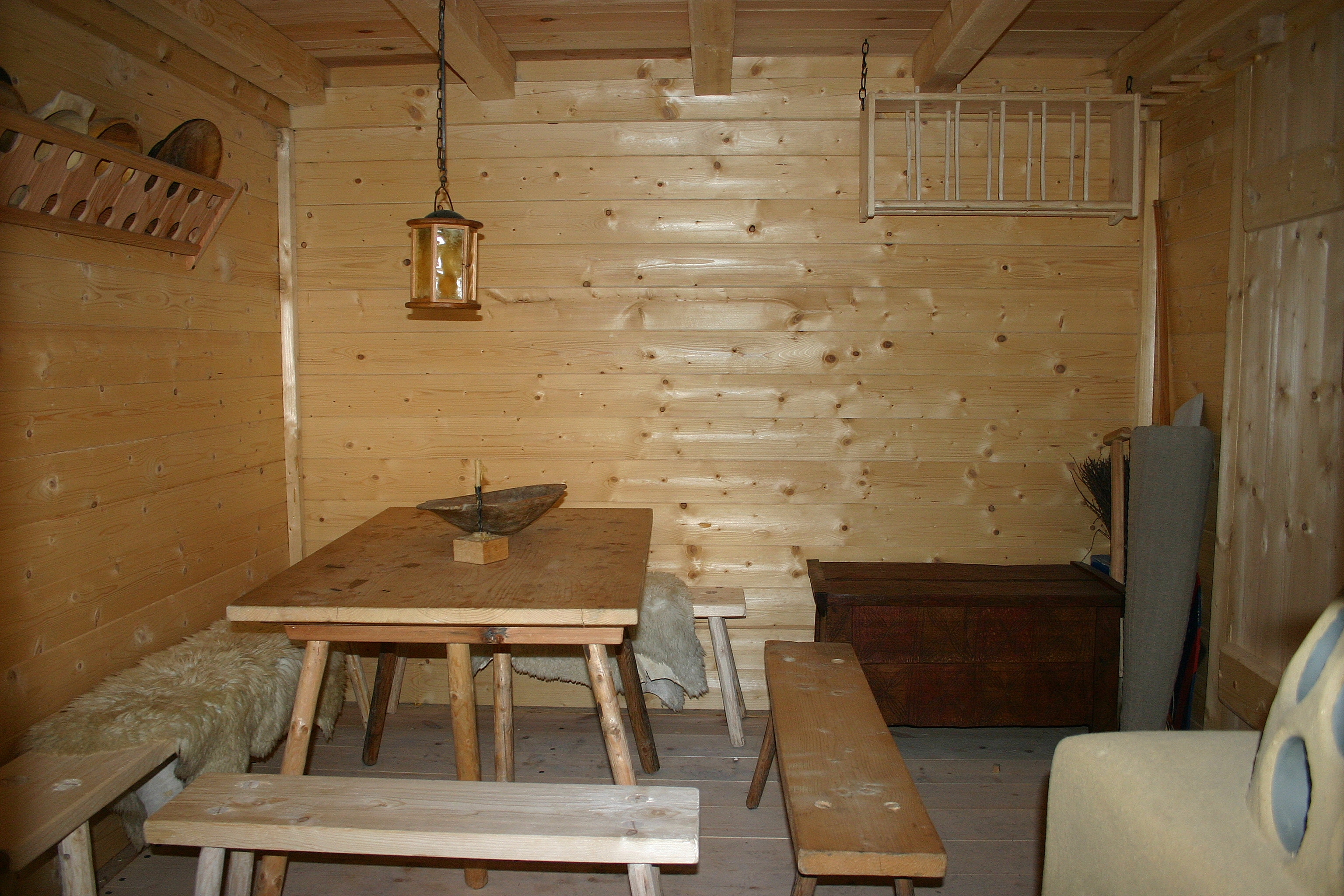
Mittelalterliche Stube

Die Burgruine Puchberg ist die Ruine einer Höhenburg über der Sierning am südöstlichen Ende eines kleinen, auf drei Seiten abfallenden Plateaus. Sie wurde Anfang des 13. Jahrhunderts erbaut und zählt zu den Wahrzeichen von Puchberg am Schneeberg. Noch im frühen 20. Jahrhundert bildete sie gemeinsam mit der Pfarrkirche St. Vitus das Zentrum des Ortes. Die Burg ist in Privatbesitz.

## Historische Darstellung
Historische Daten zur Burg samt der Herrschaft Puchberg sind sehr spärlich und geben kaum Hinweise auf ihre Besitzer, zumal meist eine Verwechslung mit der Herrschaft Puchberg (Buchberg) am Kamp besteht. Als gesichert gilt der in den 1260er Jahren in Schriftquellen auftauchende Eberhard von Puchberg. Ihm ist auch ein näheres Verhältnis zu den Losenheimern nachzuweisen, zumal er „als vom Onkel väterlicherseits abstammend“ bezeichnet wird. Die folgende Zeit ist nicht erschließbar allerdings dürfte die Burg wohl nach 1357 an die Stüchse von Trautmannsdorf gekommen sein, wurde 1381 landesfürstlich, kam dann an Johann von Liechtenstein und fiel nach dessen Sturz 1395 wieder an den Landesfürsten zurück.
Ab 1500 scheint die Herrschaft Puchberg in den urbarialen Aufzeichnungen der Herrschaft Stixenstein auf. 1547 löste Hans von Hoyos die Pfandherrschaft über Stixenstein ein und übernahm am 15. Oktober 1549 den Besitz mit „aller Zugehörung“.
Bis zur Mitte des 19. Jahrhunderts besaß die um 1674 zum Getreidespeicher umfunktionierte Burg noch ein gut erhaltenes Dach und wurde auch weiterhin genutzt, wie zahlreiche, im Zuge der Sanierungsarbeiten gemachte Streufunde belegen. So fand bis 1837 die schulische Ausbildung in der Burg statt. Um 1850 wurde der Dachstuhl abgetragen, womit ein beschleunigter Verfallsprozess einsetzte, zu welchem später der Zweite Weltkrieg zusätzlich beigetragen hatte. Zeugnis davon legten Reste einer russischen Panzergranate in der südlichen Ringmauer sowie zahlreiche – ebenfalls auf Granatbeschuss zurückzuführende – Schäden an Fensteröffnungen ab.
Nach dem Krieg erfolgten verschiedene Nutzungen der Ruine – von der darin befindlichen Pelztierzucht über einen Abstellplatz – für alle möglichen Dinge. In den 1950er-Jahren schloss die Gemeinde Puchberg am Schneeberg einen Pachtvertrag mit der Familie Hoyos ab und begann die Ruine mit den damals üblichen Sanierungsmethoden vor den weiteren Verfall zu bewahren; die beiden Betonmanschetten legen ein sichtbares Zeugnis davon ab. Bis in die 1970er-Jahre wurde die Burgruine noch fallweise als Veranstaltungsort genutzt, danach allerdings auf Grund der wieder auftretenden Gefährdung durch herabfallende Steine für die Öffentlichkeit gesperrt.

## Beschreibung
Die Ruine besteht aus einer Ringmauer in Form eines unregelmäßigen Vierecks, deren längste Seite rund 38 Meter aufweist und einem etwa 18 Meter hohen, in zwei Etappen erbauten, Bergfried. Dieser zählt – aufgrund eines absolut chronologischen Datums eines dendrochronologisch untersuchten Rüstholzes, dessen Fälldatum für das Winterhalbjahr 1204/05 bestimmt wurde – zu den ältesten tatsächlich datierten Bergfrieden Niederösterreichs. Eine Mauerverzahnung an der Nordseite des Bergfrieds lässt noch auf eine ältere Ringmauer schließen.
In eine weitere Bauphase fallen die Aufstockung des Bergfrieds sowie der Bau der nunmehrigen Ringmauer. Nach dem Kauf der Ländereien durch die Familie Hoyos im 16. Jahrhundert, wurde der Bergfried durch eine Verdoppelung der Zwischengeschoße zu einem mehrstöckigen Lagerraum umgebaut, der ursprüngliche Hocheingang an der Südseite zugemauert und ein ebenerdiger Eingang an der Nordseite ausgebrochen. Insgesamt acht sekundäre Fensteröffnungen an der Süd- und Ostseite der Ringmauer sowie eine Reihe von Balkenlöchern im Innenhof der Anlage sind auf den Bau des Getreidespeichers um 1674 zurückzuführen.

## Sanierung
Die ersten Sicherheitsarbeiten begannen in den 1950er Jahren, als die Gemeinde Puchberg mit der Familie Hoyos einen Pachtvertrag abschloss. Aufgrund der Gefährdung der direkt neben der Burg befindliche Volksschule, ließ die Gemeinde Puchberg in den 1990er Jahren den Burgturm durch zwei Betonmanschetten sichern. Für weitere Sanierungsarbeiten war aber kaum Geld vorhanden.
Vom im Jahre 2001 mit dem Ziel der Erhaltung und Belebung der Burg gegründeten Burgverein Puchberg am Schneeberg wurde im Frühjahr 2002 nach umfangreichen Vermessungs- und Dokumentationsarbeiten mit den Sicherungsmaßnahmen an der Burgruine begonnen.
Unter Mitwirkung vieler ehrenamtlicher Helfer gelang es innerhalb von fünf Jahren, die schwer beschädigte Anlage – fachlich angeleitet und finanziell unterstützt vom Bundesdenkmalamt, der Markt- und Kurgemeinde Puchberg am Schneeberg und der Niederösterreichischen Dorferneuerung – baulich zu sichern und wieder der Öffentlichkeit zugänglich zu machen.
Neben der Wiederherstellung von hölzernen Stockwerken im Bergfried und einem begehbaren Wehrgang an der Nordseite der Anlage, wurde 2007 im Burghof ein Holzgebäude in Form eines Ständerbaues mit Pultdach errichtet, wie es einst in der Burg gestanden haben könnte. Die Basis dafür bildeten archäologische Befunde von Burganlagen, welche auf Stuben- und Küchenfunktionen schließen ließen. Diese Kombination ermöglichte das Kochen auf einer offenen Feuerstelle und zugleich das Beschicken eines Kachelofens von der Küche aus, wodurch die Stube rauchfrei gehalten wurde.

## Regelmäßige Veranstaltungen

### Erlebnis Mittelalter
Seit 2003 findet im Abstand von zwei Jahren am ersten Wochenende im August, eine museale Veranstaltung in Form eines Internationalen 13. Jahrhundert-Wochenendes mit Teilnehmern aus verschiedenen europäischen Staaten statt. Neben der Präsentation alter Handwerkstechniken, Alltags- und Gebrauchsgegenständen, Waffen und Rüstungen, wird versucht, Auskunft über die damaligen Lebensverhältnisse zu geben, um dem modernen Menschen ein Gefühl zu vermitteln, wie es damals
gewesen sein könnte. Das Motto lautet: Living History - erlebbare Geschichte zum Anfassen.

### Sonstige
- Seit 2006 findet jedes Jahr der so genannte „Besinnliche Advent in der Burg“ statt.
- Die Burgruine wird öfters für Empfänge sowie für Agapen genutzt.